# Telex (band)
Telex was een Belgische electro-popband uit Brussel. De groep werd in 1978 gevormd door Marc Moulin, Michel Moers en Dan Lacksman.

## Biografie
Hun muziek bestaat uit simpele popmelodieën in combinatie met disco gebracht met synthesizers en andere elektronica. In tegenstelling tot de new wave, die toen populair was, namen ze zichzelf niet al te serieus. Deze combinatie van 'lichte' pop en elektronica was vooruitstrevend in die tijd. Samen met Kraftwerk vormen ze een bron van inspiratie voor house en techno.
Lacksman had de eerste Fairlight-synthesizer, de eerste sampler voor de commerciële markt in België. Hij kocht hem in 1983 nadat hij met Thomas Dolby had samengewerkt.
Hun singles Twist à Saint Tropez, Moskow Diskow (dat later op de Belpop-verzamel-lp Get Sprouts verscheen) en Rock around the Clock (een elektronische cover van de klassieke rock-'n-roll hit van Bill Haley and his Comets) uit 1979 waren kleine hits. In 1980 namen ze voor België deel aan het Eurovisiesongfestival met Euro-vision, gespeeld op synthesizer en gezongen met behulp van vocoder. Telex werd voorlaatste met 14 punten. Het was echter ook de bedoeling laatste te eindigen, een feit dat niet door iedereen goed werd begrepen. Hierdoor verloren ze de steun van een groot deel van hun fans omdat deze dachten dat ze commercieel waren geworden. Terugblikkend op die periode, tijdens een tv-interview voor de RTBF, vertelde Marc Moulin hierover dat Telex voor die deelname zowat voor de afgrond stond. En dat ze sindsdien een enorme stap naar voren hadden gezet.
In 1986 ging de groep uit elkaar, al hielden ze wel contact. Moers werd graficus en fotograaf, Moulin ging voor de radio werken en toneelstukken en columns schrijven. In 2001 begon hij onder zijn eigen naam platen te maken voor het prestigieuze Blue Notelabel. Lacksman bouwde zijn eigen Synsound Studio in Laken en bracht onder de naam Pangea een gelijknamige plaat uit, die op veel manieren de muziek van Deep Forest voorafspiegelt. Lacksman is ook de producer van de eerste Deep Forest-cd, die in zijn studio werd opgenomen.
In 1999 werden een aantal originele nummers heruitgebracht onder de titel I don't like remixes samen met remixes door toonaangevende techno-artiesten (onder andere Carl Craig) als I don't like music.
In 2006 kwamen de mannen op de proppen met het album How Do You Dance? én scoorden ze een radiohitje met de cover On the Road Again. De plaat bevatte ook bewerkingen van The Number One Song in Heaven van Sparks, Jailhouse Rock van Elvis Presley en J'aime la vie van Sandra Kim.

## Discografie
- Looking for Saint-Tropez (1979)
- Moscow Discow (1979)
- Neurovision (1980)
- Sex (1981)
- Birds & Bees (1982)
- Wonderful World (1984)
- Looney Tunes (1986)
- Les Rhythmes Automatiques (1989)
- Belgium...One Point (1993) (een box set van de vier eerste albums met bonus tracks)
- I Don't Like Music (1998) (geremixt door Carl Craig en anderen)
- I Don't Like Remixes (1998) (een 'best-of' compilatie)
- How Do You Dance (2006)
- Ultimate Best Of (2009)

1956: Fud Leclerc + Mony Marc · 
1957: Bobbejaan Schoepen · 
1958: Fud Leclerc · 
1959: Bob Benny · 
1960: Fud Leclerc · 
1961: Bob Benny · 
1962: Fud Leclerc · 
1963: Jacques Raymond · 
1964: Robert Cogoi · 
1965: Lize Marke · 
1966: Tonia · 
1967: Louis Neefs · 
1968: Claude Lombard · 
1969: Louis Neefs · 
1970: Jean Vallée · 
1971: Lily Castel & Jacques Raymond · 
1972: Serge & Christine Ghisoland · 
1973: Nicole & Hugo · 
1974: Jacques Hustin · 
1975: Ann Christy · 
1976: Pierre Rapsat · 
1977: Dream Express · 
1978: Jean Vallée · 
1979: Micha Marah · 
1980: Telex · 
1981: Emly Starr · 
1982: Stella · 
1983: Pas de Deux · 
1984: Jacques Zegers · 
1985: Linda Lepomme · 
1986: Sandra Kim · 
1987: Liliane Saint-Pierre · 
1988: Reynaert · 
1989: Ingeborg · 
1990: Philippe Lafontaine · 
1991: Clouseau · 
1992: Morgane · 
1993: Barbara · 
1995: Frédéric Etherlinck · 
1996: Lisa del Bo · 
1998: Mélanie Cohl · 
1999: Vanessa Chinitor · 
2000: Nathalie Sorce · 
2002: Sergio & The Ladies · 
2003: Urban Trad · 
2004: Xandee · 
2005: Nuno Resende · 
2006: Kate Ryan · 
2007: The KMG's · 
2008: Ishtar · 
2009: Copycat · 
2010: Tom Dice · 
2011: Witloof Bay · 
2012: Iris · 
2013: Roberto Bellarosa · 
2014: Axel Hirsoux · 
2015: Loïc Nottet · 
2016: Laura Tesoro · 
2017: Blanche · 
2018: Sennek · 
2019: Eliot · 
2021: Hooverphonic · 
2022: Jérémie Makiese · 
2023: Gustaph · 
2024: Mustii · 
2025: Red Sebastian